# Nidaliidae
Famille
Les Nidaliidae constituent une famille de coraux alcyonaires de l'ordre des Alcyonacea.

## Liste des genres et espèces
Selon World Register of Marine Species (26 novembre 2014), cette famille comporte 88 espèces, réparties en 8 genres :
- genre Agaricoides Simpson, 1905 — 2 espèces
- genre Chironephthya Studer, 1887 — 2 espèces
- genre Nephthyigorgia Kükenthal, 1910 — 5 espèces
- genre Nidalia Gray, 1834 — 18 espèces
- genre Nidaliopsis Kükenthal, 1906 — 3 espèces
- genre Orlikia Malyutin, 1993 — 1 espèce
- genre Pieterfaurea Verseveldt & Bayer, 1988 — 5 espèces
- genre Siphonogorgia Kölliker, 1874 — 52 espèces

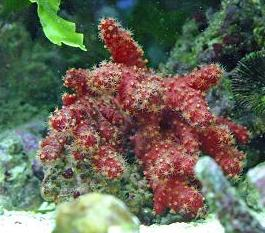
Nephthyigorgia sp.
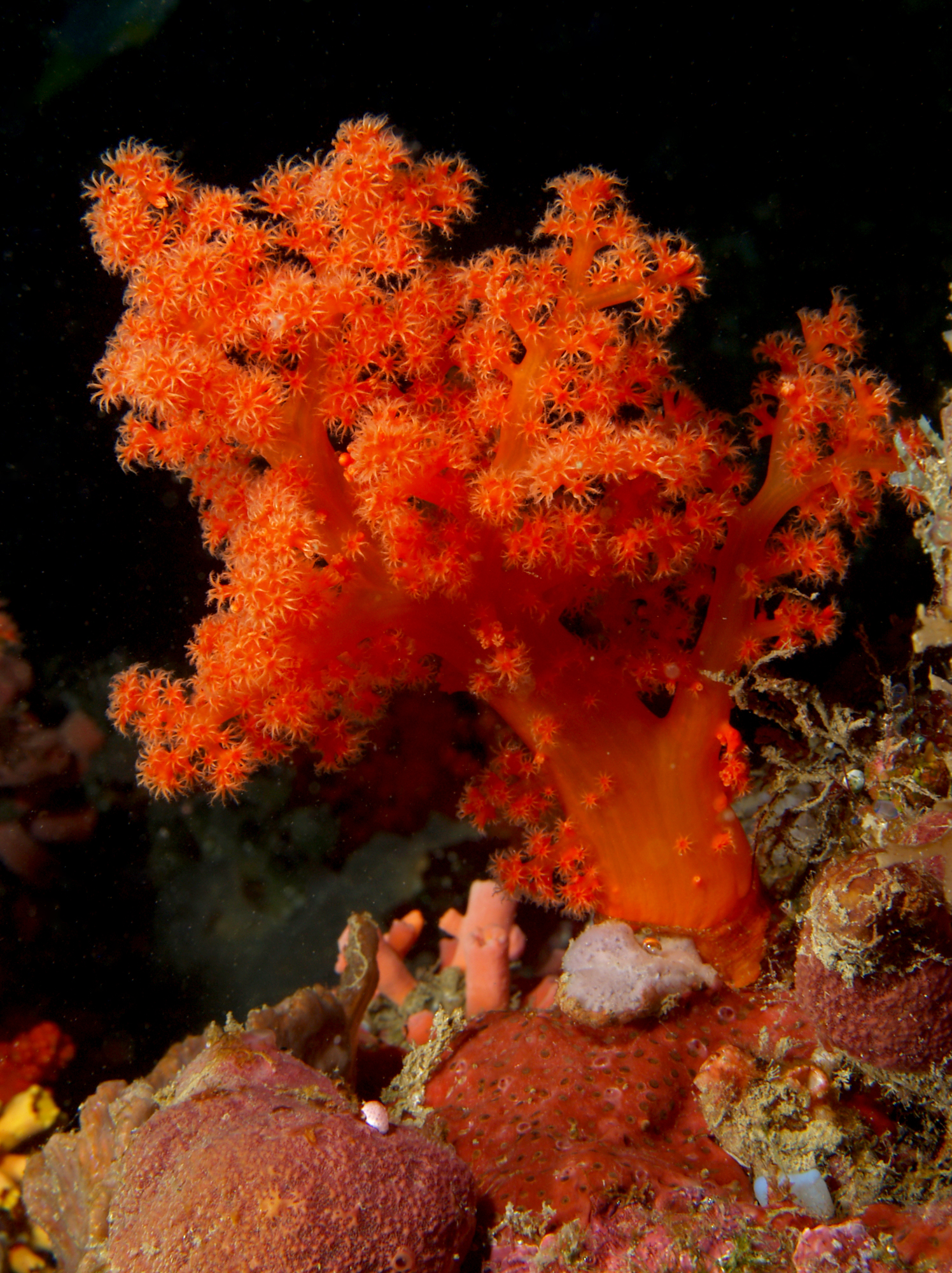
Scleronephthya sp.
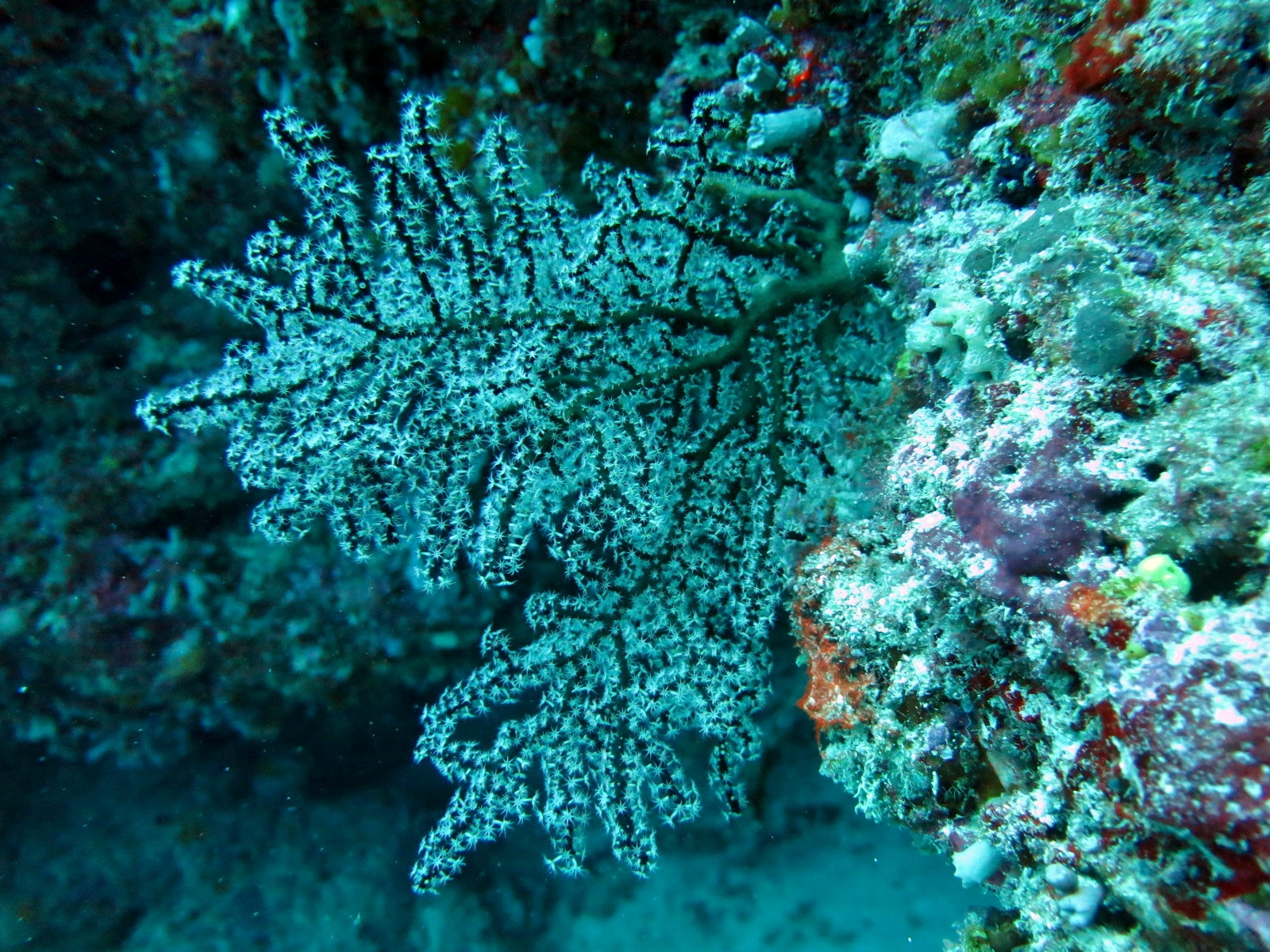
Siphonogorgia sp.